# Polyrhachis bicolor
Polyrhachis bicolor é uma espécie de formiga do gênero Polyrhachis, pertencente à subfamília Formicinae.